# Estêvão Willian
Pour les articles homonymes, voir Estevão et Willian.
Estêvão Willian Almeida de Oliveira Gonçalves, dit Estêvão Willian ou simplement Estêvão, né le 24 avril 2007 à Franca au Brésil, est un footballeur international brésilien qui évolue au poste d'ailier droit au Chelsea FC.

## Biographie

### En club
Né le 24 avril 2007  à Franca au Brésil, Estêvão Willian est formé par le Cruzeiro EC, où il est considéré comme l'un des grands talents du club mais il signe en mai 2021 avec la SE Palmeiras.
Il signe son premier contrat professionnel avec Palmeiras le jour de ses seize ans, le 24 avril 2023, étant alors lié au club jusqu'en 2026,.
Estêvão s'impose avec les équipes de jeunes du club, et notamment avec l'équipe des moins de 17 ans, où il se montre décisif en octobre 2023 en réalisant un triplé lors de la finale du Brasileirao contre le São Paulo FC, permettant à son équipe de remporter la compétition.
Le 7 décembre 2023, il joue son premier match en professionnel avec Palmeiras, lors d'une rencontre de première division brésilienne contre Cruzeiro EC. Il entre en jeu et les deux équipes se neutralisent (1-1 score final).
Il est sacré Champion du Brésil lors de la saison 2023.

### En sélection
Estêvão Willian représente l'équipe du Brésil des moins de 17 ans. Il est retenu avec cette sélection pour participer à la coupe du monde des moins de 17 ans en 2023. Il se fait notamment remarquer lors de ce mondial junior en réalisant un doublé en huitièmes de finale, contre l'Équateur, permettant à son équipe de s'imposer par trois buts à un. Les jeunes brésiliens sont toutefois éliminés en quarts de finale contre l'Argentine (0-3 score final).

## Statistiques
| Saison                | Club                  | Championnat           | Championnat | Championnat | Championnat | Coupe(s) nationale(s) | Coupe(s) nationale(s) | Coupe(s) nationale(s) | Compétition(s) continentale(s) | Compétition(s) continentale(s) | Compétition(s) continentale(s) | Compétition(s) continentale(s) | Ligue régionale | Ligue régionale | Ligue régionale | Coupe du monde des clubs | Coupe du monde des clubs | Coupe du monde des clubs | Total | Total | Total |
| Saison                | Club                  | Division              | M.          | B.          | P.d.        | M.                    | B.                    | P.d.                  | Comp.                          | M.                             | B.                             | P.d.                           | M.              | B.              | P.d.            | M.                       | B.                       | P.d.                     | M.    | B.    | P.d.  |
| 2023                  | Palmeiras             | Série A               | 1           | 0           | 0           | -                     | -                     | -                     | CL                             | -                              | -                              | -                              | -               | -               | -               | -                        | -                        | -                        | 1     | 0     | 0     |
| 2024                  | Palmeiras             | Série A               | 31          | 13          | 9           | 2                     | 1                     | 0                     | CL                             | 7                              | 1                              | 0                              | 5               | 0               | 1               | -                        | -                        | -                        | 45    | 15    | 10    |
| 2025                  | Palmeiras             | Série A               | 11          | 0           | 3           | 2                     | 2                     | 0                     | CL                             | 5                              | 4                              | 1                              | 14              | 5               | 0               | 5                        | 1                        | 0                        | 37    | 12    | 4     |
| Sous-total            | Sous-total            | Sous-total            | 43          | 13          | 12          | 4                     | 3                     | 0                     | -                              | 12                             | 5                              | 1                              | 19              | 5               | 1               | 5                        | 1                        | 0                        | 83    | 27    | 14    |
| 2025-2026             | Chelsea               | Premier League        | 1           | 0           | 0           | 0                     | 0                     | 0                     | C1                             | 0                              | 0                              | 0                              | -               | -               | -               | -                        | -                        | -                        | 1     | 0     | 0     |
| Total sur la carrière | Total sur la carrière | Total sur la carrière | 44          | 13          | 12          | 4                     | 3                     | 0                     | -                              | 12                             | 5                              | 1                              | 19              | 5               | 1               | 5                        | 1                        | 0                        | 84    | 27    | 14    |

### En sélection nationale
| Saison                | Sélection             | Phases finales        | Phases finales | Phases finales | Phases finales | Éliminatoires CDM | Éliminatoires CDM | Éliminatoires CDM | Matchs amicaux | Matchs amicaux | Matchs amicaux | Total | Total | Total |
| Saison                | Sélection             | Compétition           | M              | B              | Pd             | M                 | B                 | Pd                | M              | B              | Pd             | M     | B     | Pd    |
| --------------------- | --------------------- | --------------------- | -------------- | -------------- | -------------- | ----------------- | ----------------- | ----------------- | -------------- | -------------- | -------------- | ----- | ----- | ----- |
| 2024-2025             | Brésil                | -                     | -              | -              | -              | 5                 | 0                 | 0                 | -              | -              | -              | 5     | 0     | 0     |
| Total sur la carrière | Total sur la carrière | Total sur la carrière | -              | -              | -              | 5                 | 0                 | 0                 | -              | -              | -              | 5     | 0     | 0     |

## Palmarès
SE Palmeiras
- Championnat du Brésil (1) :
  - Champion : 2023.